# Großer Bettelwurf
De Großer Bettelwurf is een 2725 meter hoge bergtop in de Gleirsch-Halltal-keten in het Karwendelgebergte in de Oostenrijkse deelstaat Tirol en behoort daarmee tot de hoogste bergen van de Karwendel.
Zijn kleine broertje, de Kleiner Bettelwurf, reikt tot een hoogte van 2650 meter.
De top is met een halfzware klimtocht via de Bettelwurfhütte (2079 meter, eigendom van de sectie Innsbruck van de ÖAV) vanuit het Halltal bij Hall in Tirol bereikbaar. Een halfzware klimtocht voert naar de top van de Kleiner Bettelwurf en van daaruit kan ook de top van de Großer Bettelwurf beklommen worden.